# Oudjebten
Oudjebten est une épouse de Pépi II, roi de la VIe dynastie. Elle a été enterrée dans une petite pyramide près de celle de Pépi II à Saqqarah.

## Généalogie
Elle porte les titres suivants : 
- en tant que noble : « Princesse héréditaire » (iryt-pˁt) ;
- en tant qu'épouse royale : « Épouse du Roi » (hmt-niswt), « Épouse du Roi sa bien-aimée Men-Ânkh-Néferkarê » (hmt-nisw meryt.f-mn-‘nkh-nfr-k3-r’), « Grande du sceptre Hétès » (wrt-hetes), « Celle qui voit Horus et Seth » (m33t-hrw-stsh), « Intendante d'Horus » (kht-hrw), « Reine consort et aimée des deux Maîtresses » (sm3yt-mry-nbty).

Ces titres font d'elle l'une des épouses du roi Pépi II et une descendante d'une noble lignée, mais pas obligatoirement royale.

## Sépulture
Le petit complexe funéraire d'Oudjebten avec sa pyramide a été construit directement à l'angle sud-est de la pyramide de Pépi II à Saqqarah-sud et est similaire dans sa construction et sa décoration à ceux des deux autres épouses du roi enterrées également autour du complexe de Pépi II. La pyramide, aujourd'hui presque entièrement détruite, a une longueur de 23,9 m et une hauteur de 25,6 m. Les murs de la chambre funéraire et probablement aussi ceux du couloir d'accès portaient les Textes des pyramides.
Le temple mortuaire, qui comprend un modeste vestibule, une petite cour ouverte et une chapelle funéraire, est d'une conception assez simple. Il faut cependant remarquer les fins reliefs (représentations de la reine, scènes de bataille, frise de lions) dont les murs de la chapelle étaient entièrement décorés, la belle porte d'entrée en calcaire et un grand autel en albâtre portant une inscription (voir illustration dans l'infobox).
Le complexe funéraire de la reine comprenait également une minuscule pyramide de culte (au sud-est de la pyramide de la reine) et une seconde cour extérieure, dans laquelle ont été trouvés des bâtiments résidentiels et des entrepôts (chambres et cours régulières) en brique ainsi que de simples tombes. Le fait que ces petits bâtiments de l'enceinte secondaire étaient une cité pyramidale de la reine est également suggéré par les inscriptions correspondantes, qui parlent d'une dynastie de prêtres du culte d'Oudjebten.